# Episodi di Power Rangers Wild Force
La prima e unica stagione della serie televisiva Power Rangers Wild Force è composta da 40 episodi, andati in onda negli Stati Uniti su ABC a partire dal 9 febbraio 2002 e in Italia su Fox Kids dal 13 ottobre 2003.
| nº | Titolo originale                       | Titolo italiano                     | Prima TV USA      | Prima TV Italia |
| -- | -------------------------------------- | ----------------------------------- | ----------------- | --------------- |
| 01 | Lionheart                              | Il leone guida                      | 9 febbraio 2002   | 13 ottobre 2003 |
| 02 | Darkness Awakening                     | Il risveglio delle tenebre          | 9 febbraio 2002   |                 |
| 03 | Click, Click, Zoom                     | Scatto mortale                      | 16 febbraio 2002  |                 |
| 04 | Never Give Up!                         | Mai arrendersi                      | 23 febbraio 2002  |                 |
| 05 | Ancient Awakening                      | Antico risveglio                    | 2 marzo 2002      |                 |
| 06 | Wishes on the Water                    | Desideri sull'acqua                 | 9 marzo 2002      |                 |
| 07 | The Bear Necessities                   | I fratelli orso                     | 16 marzo 2002     |                 |
| 08 | Soul Searching                         | Una nuova speranza                  | 23 marzo 2002     |                 |
| 09 | Soul Bird Salvation                    | Nascita provvidenziale              | 30 marzo 2002     |                 |
| 10 | Curse of the Wolf                      | La maledizione del lupo             | 6 aprile 2002     |                 |
| 11 | Battle of the Zords                    | La battaglia degli zord             | 13 aprile 2002    |                 |
| 12 | Predazord, Awaken                      | Il risveglio del predazord          | 20 aprile 2002    |                 |
| 13 | Revenge of Zen-Aku                     | La vendetta di Zen-Aku              | 27 aprile 2002    |                 |
| 14 | Identity Crisis                        | Crisi d'identità                    | 4 maggio 2002     |                 |
| 15 | The Ancient Warrior                    | Un antico guerriero                 | 11 maggio 2002    |                 |
| 16 | The Lone Wolf                          | Il lupo solitario                   | 18 maggio 2002    |                 |
| 17 | Power Play                             | Giochi di potere                    | 1º giugno 2002    |                 |
| 18 | Secrets and Lies                       | Segreti e bugie                     | 8 giugno 2002     |                 |
| 19 | The Tornado Spin                       | Effetto tornado                     | 15 giugno 2002    |                 |
| 20 | Three's a Crowd                        | Uno di troppo                       | 29 giugno 2002    |                 |
| 21 | A Father's Footsteps                   | Sulle orme del padre                | 6 luglio 2002     |                 |
| 22 | Sing Song                              | Il canto della principessa          | 13 luglio 2002    |                 |
| 23 | The Wings of Animaria                  | Le ali di Animaria                  | 20 luglio 2002    |                 |
| 24 | Reinforcements from the Future: Part 1 | Rinforzi dal futuro (parte 1)       | 27 luglio 2002    |                 |
| 25 | Reinforcements from the Future: Part 2 | Rinforzi dal futuro (parte 2)       | 3 agosto 2002     |                 |
| 26 | The Master's Last Stand                | La rivelazione                      | 10 agosto 2002    |                 |
| 27 | Unfinished Business                    | Colpo segreto                       | 14 settembre 2002 |                 |
| 28 | Homecoming                             | Un ritorno inaspettato              | 14 settembre 2002 |                 |
| 29 | The Flute                              | Il flauto magico                    | 21 settembre 2002 |                 |
| 30 | Team Carnival                          | Incontro al luna park               | 21 settembre 2002 |                 |
| 31 | Taming of the Zords                    | Gli zords domati                    | 28 settembre 2002 |                 |
| 32 | Monitoring Earth                       | Sorvegliando la terra               | 28 settembre 2002 |                 |
| 33 | The Soul of Humanity                   | Lo spirito dell'umanità             | 5 ottobre 2002    |                 |
| 34 | Forever Red                            | Red per sempre                      | 5 ottobre 2002    |                 |
| 35 | The Master's Herald: Part 1            | L'araldo del maestro (parte 1)      | 19 ottobre 2002   |                 |
| 36 | The Master's Herald: Part 2            | L'araldo del maestro (parte 2)      | 19 ottobre 2002   |                 |
| 37 | Fishing for a Friend                   | A pesca per un'amica                | 2 novembre 2002   |                 |
| 38 | Sealing the Nexus                      | Liberate la principessa             | 2 novembre 2002   |                 |
| 39 | The End of the Power Rangers: Part 1   | La fine dei Power Rangers (parte 1) | 16 novembre 2002  |                 |
| 40 | The End of the Power Rangers: Part 2   | La fine dei Power Rangers (parte 2) | 16 novembre 2002  |                 |

## Il leone guida
- Titolo originale: Lionheart
- Diretto da:
- Scritto da:

### Trama
Un giovane di nome Cole lascia la sua casa nel deserto per trovare i suoi veri genitori. Il suo viaggio lo porta dai Wild Force Rangers, dove si unisce a loro nella lotta contro i malvagi Org nei panni del Red Ranger.

## Il risveglio delle tenebre
- Titolo originale: Darkness Awakening
- Diretto da:
- Scritto da:

### Trama
Master Org riemerge e inizia a tramare la distruzione dell'umanità. I Rangers scoprono che possono combinare i loro Wild Zord nel Wild Force Megazord.

## Scatto mortale
- Titolo originale: Click, Click, Zoom
- Diretto da:
- Scritto da:

## Mai arrendersi
- Titolo originale: Never Give Up!
- Diretto da:
- Scritto da:

## Antico risveglio
- Titolo originale: Ancient Awakening
- Diretto da:
- Scritto da:

## Desideri sull'acqua
- Titolo originale: Wishes on the Water
- Diretto da:
- Scritto da:

## I fratelli orso
- Titolo originale: The Bear Necessities
- Diretto da:
- Scritto da:

## Una nuova speranza
- Titolo originale: Soul Searching
- Diretto da:
- Scritto da:

## Nascita provvidenziale
- Titolo originale: Soul Bird Salvation
- Diretto da:
- Scritto da:

## La maledizione del lupo
- Titolo originale: Curse of the Wolf
- Diretto da:
- Scritto da:

### Trama
Master Org rievoca il generale org Nayzor, che trova e rilascia un altro duca Org: Zen-Aku. Zen-Aku sconfigge i Rangers e ruba lo zord dell'elefante ad Alyssa.

## La battaglia degli zord
- Titolo originale: Battle of the Zords
- Diretto da:
- Scritto da:

### Trama
Un'Alyssa ferita viene curata stranamente da Zen-Aku dopo essere stata attaccata da Toxica e Jindrax. Zen-Aku evoca i suoi Dark Wild Zords (composti dalo zord lupo, zord squalo martello e zord alligatore) per combattere i Wild Zords dei Rangers.

## Il risveglio del predazord
- Titolo originale: Predazord, Awaken
- Diretto da:
- Scritto da:

## La vendetta di Zen-Aku
- Titolo originale: Revenge of Zen-Aku
- Diretto da:
- Scritto da:

## Crisi d'identità
- Titolo originale: Identity Crisis
- Diretto da:
- Scritto da:

## Un antico guerriero
- Titolo originale: The Ancient Warrior
- Diretto da:
- Scritto da:

### Trama
L'antico Animus interviene per rivelare la vera identità di Zen-Aku: Merrick, un antico guerriero che sconfisse Master Org usando la maschera del lupo maledetto. Sconfiggendo il Predazord con nuovi zord, i Rangers spezzano la maledizione, riportando Merrick alla normalità.

## Il lupo solitario
- Titolo originale: The Lone Wolf
- Diretto da:
- Scritto da:

## Giochi di potere
- Titolo originale: Power Play
- Diretto da:
- Scritto da:

## Segreti e bugie
- Titolo originale: Secrets and Lies
- Diretto da:
- Scritto da:

## Effetto tornado
- Titolo originale: The Tornado Spin
- Diretto da:
- Scritto da:

## Uno di troppo
- Titolo originale: Three's a Crowd
- Diretto da:
- Scritto da:

## Sulle orme del padre
- Titolo originale: A Father's Footsteps
- Diretto da:
- Scritto da:

## Il canto della principessa
- Titolo originale: Sing Song
- Diretto da:
- Scritto da:

## Le ali di Animaria
- Titolo originale: The Wings of Animaria
- Diretto da:
- Scritto da:

## Rinforzi dal futuro (parte 1)
- Titolo originale: Reinforcements from the Future: Part 1
- Diretto da:
- Scritto da:

## Rinforzi dal futuro (parte 2)
- Titolo originale: Reinforcements from the Future: Part 2
- Diretto da:
- Scritto da:

## La rivelazione
- Titolo originale: The Master's Last Stand
- Diretto da:
- Scritto da:

## Colpo segreto
- Titolo originale: Unfinished Business
- Diretto da:
- Scritto da:

## Un ritorno inaspettato
- Titolo originale: Homecoming
- Diretto da:
- Scritto da:

## Il flauto magico
- Titolo originale: The Flute
- Diretto da:
- Scritto da:

## Incontro al luna park
- Titolo originale: Team Carnival
- Diretto da:
- Scritto da:

## Gli zords domati
- Titolo originale: Taming of the Zords
- Diretto da:
- Scritto da:

## Sorvegliando la terra
- Titolo originale: Monitoring Earth
- Diretto da:
- Scritto da:

## Lo spirito dell'umanità
- Titolo originale: The Soul of Humanity
- Diretto da:
- Scritto da:

## Red per sempre
- Titolo originale: Forever Red
- Diretto da:
- Scritto da:

## L'araldo del maestro (parte 1)
- Titolo originale: The Master's Herald: Part 1
- Diretto da:
- Scritto da:

## L'araldo del maestro (parte 2)
- Titolo originale: The Master's Herald: Part 2
- Diretto da:
- Scritto da:

## A pesca per un'amica
- Titolo originale: Fishing for a Friend
- Diretto da:
- Scritto da:

## Liberate la principessa
- Titolo originale: Sealing the Nexus
- Diretto da:
- Scritto da:

## La fine dei Power Rangers (parte 1)
- Titolo originale: The End of the Power Rangers: Part 1
- Diretto da:
- Scritto da:

## La fine dei Power Rangers (parte 2)
- Titolo originale: The End of the Power Rangers: Part 2
- Diretto da:
- Scritto da: